# Vidago
Vidago is een plaats (freguesia) in de Portugese gemeente Chaves en telt 1 186 inwoners (2001).

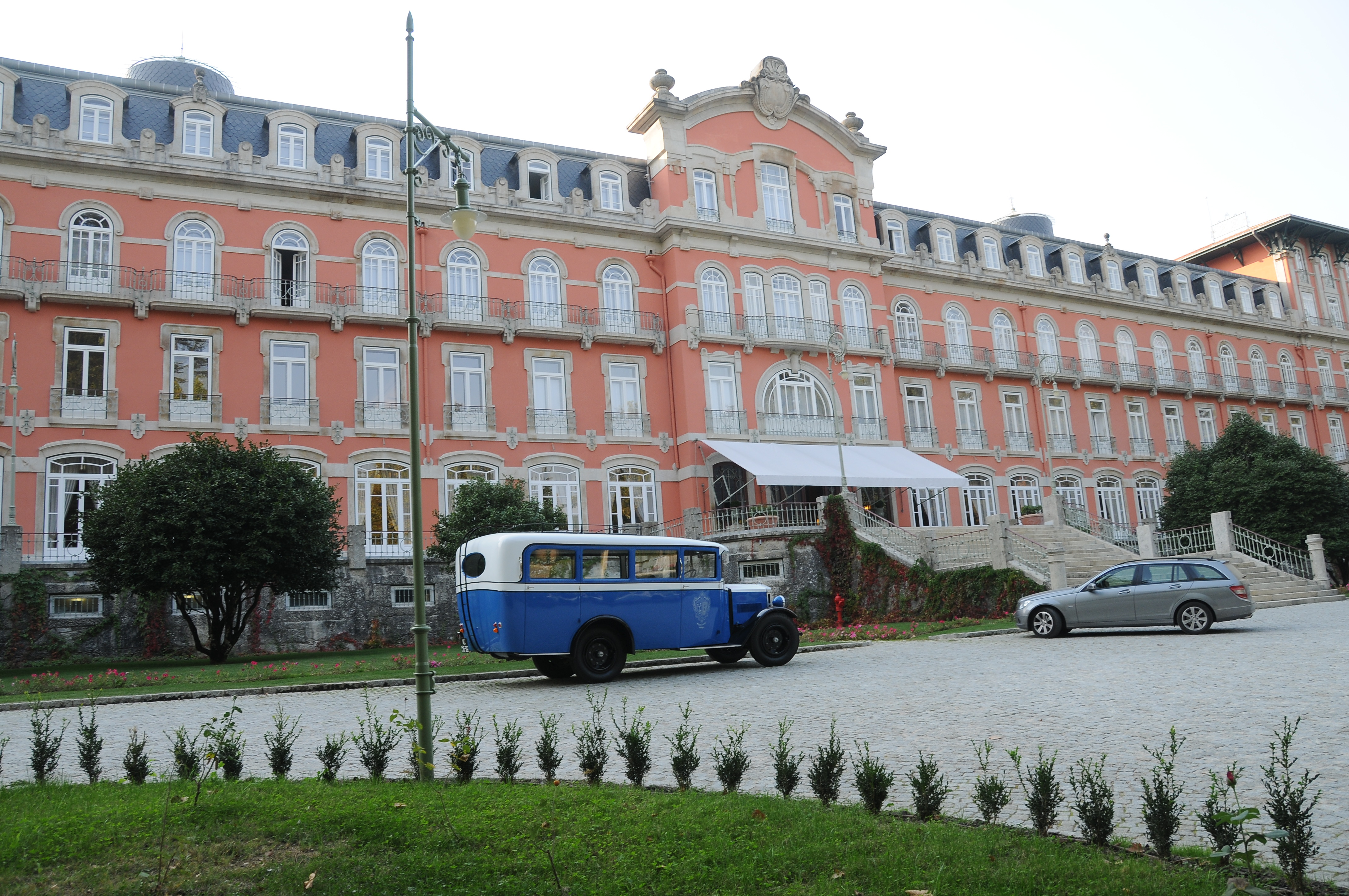
Vidago Palace Hotel
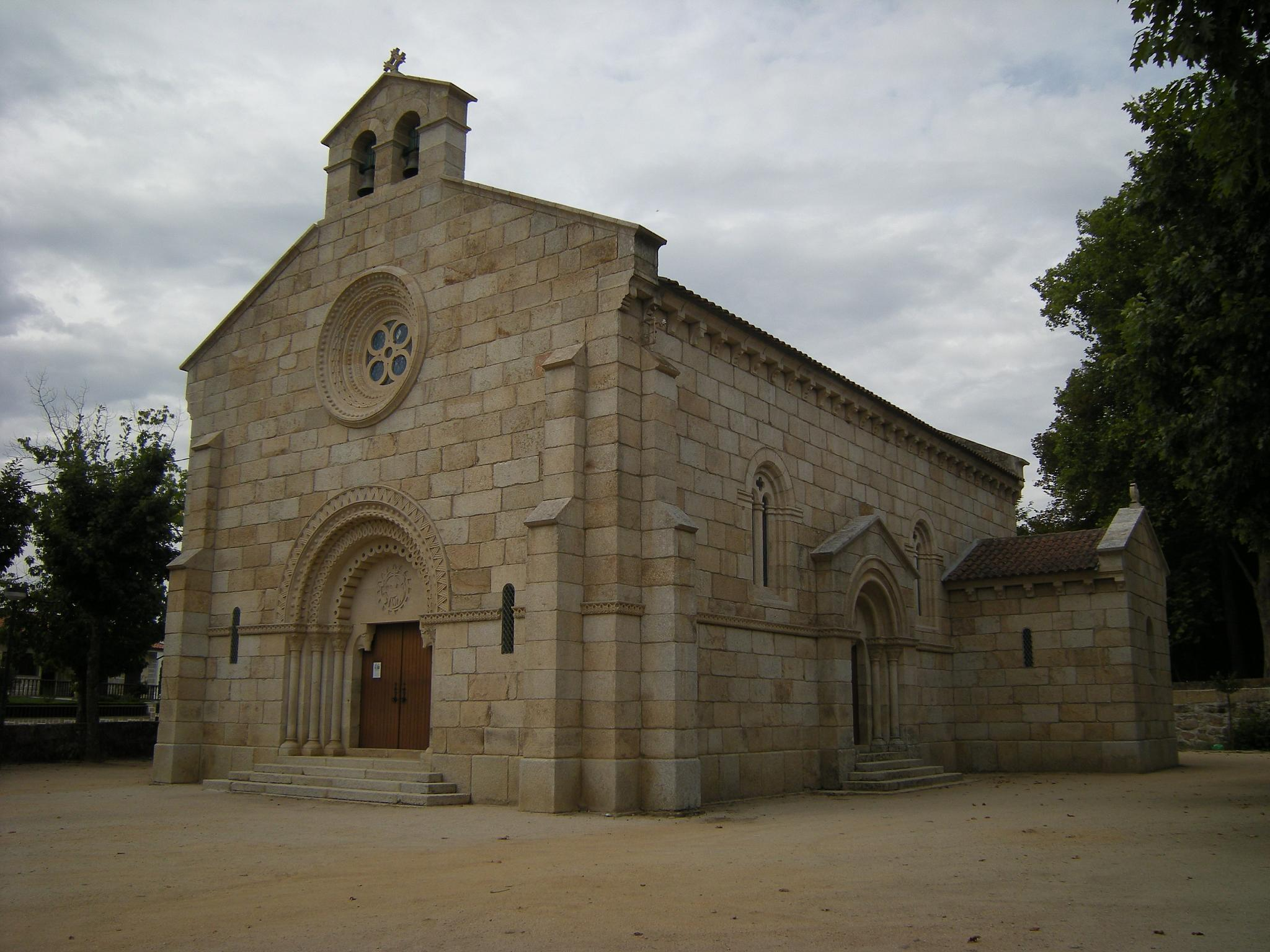
Kerk Iglesia de Nossa Senhora da Conceicao de Vidago
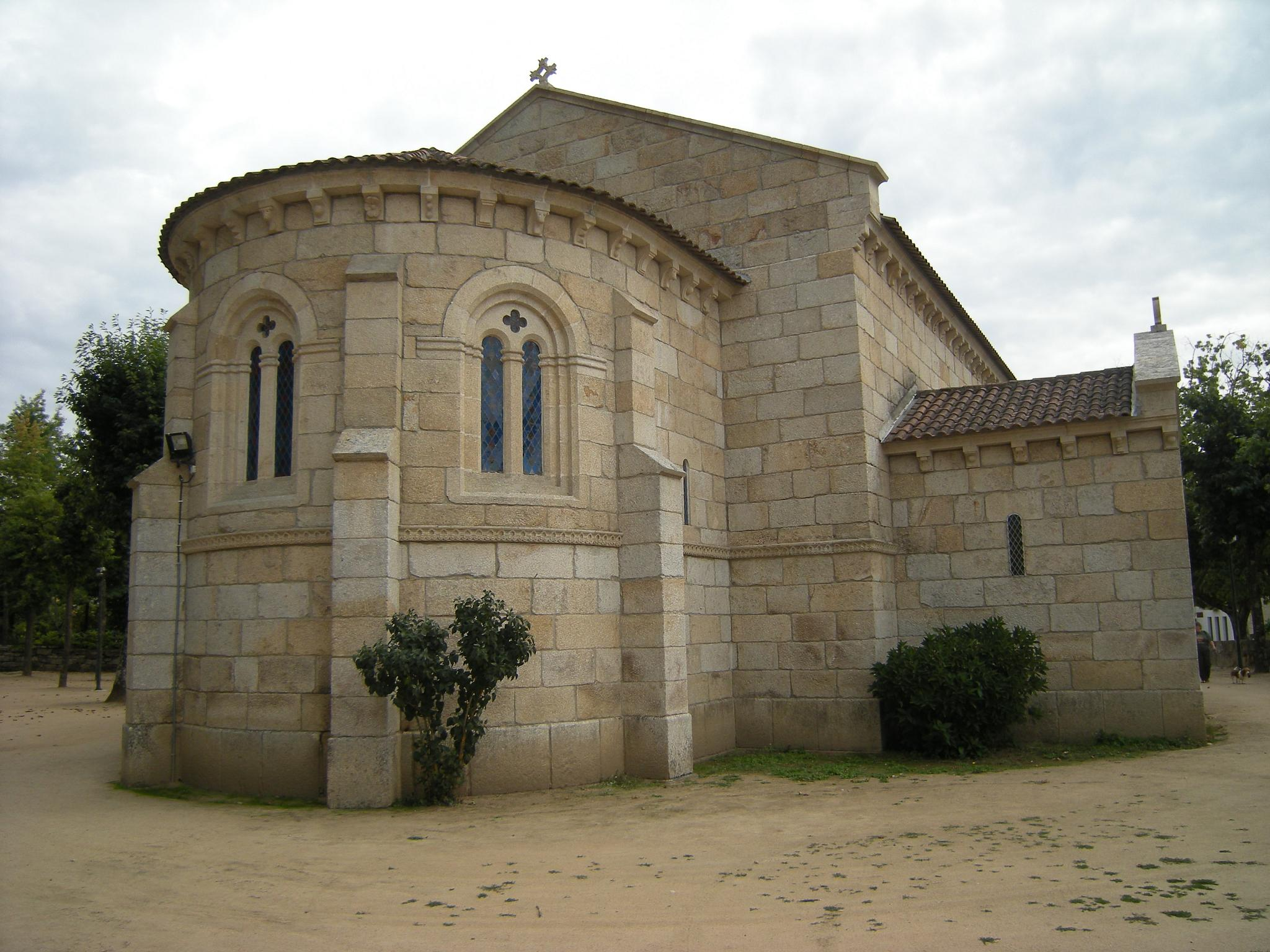